# 汐田総合病院
汐田総合病院（うしおだそうごうびょういん）は、公益財団法人横浜勤労者福祉協会が神奈川県横浜市鶴見区に設置する病院である。

## 概要
救急告示病院。NPO法人卒後臨床研修評価機構(JCEP)認定証発行病院。 公益財団法人日本医療機能評価機構認定病院(病院評価は、3rdG:Ver.2.0(4回目：2020年4月3日認定、2024年10月17日認定有効期限))。子育てと仕事の両立のできる職場環境として、神奈川県子ども・子育て支援推進条例に基づく認証を受けている(法人全体で認定)。
全日本民主医療機関連合会（民医連）に加盟している。

## 沿革
1953年、横浜市鶴見区下野谷に汐田診療所開設。2001年4月、区内初の老健施設を併設した新病院として鶴見区矢向に汐田総合病院を新築移転。2013年には横浜市二次救急拠点病院Bを取得する。

## 診療科
(この節の出典)
- 内科
- 整形外科
- 外科
- 小児科
- 脳神経外科
- 神経内科
- 眼科
- 精神科

- 皮膚科
- 泌尿器科
- 耳鼻咽喉科
- 婦人科
- 歯科・口腔外科
- リハビリテーション科
- 麻酔科
- 救急科

## 医療機関の認定
(この節の出典)
- 保険医療機関
- 労災保険指定医療機関
- 指定自立支援医療機関（精神通院医療）
- 身体障害者福祉法指定医の配置されている医療機関
- 精神保健指定医の配置されている医療機関
- 生活保護法指定医療機関
- 医療保護施設
- 結核指定医療機関
- 原子爆弾被害者医療指定医療機関
- 公害医療機関
- 臨床研修病院
- DPC対象病院
- 無料低額診療事業実施医療機関

## 差額ベッド料（個室料）について
病院の理念により、差額ベッド料（個室料）を徴収していない。

## 交通アクセス
- JR南武線「尻手駅」徒歩10分[9]
- JR川崎駅西口 川崎鶴見臨港バス 川51・53・57系統「汐田総合病院前」停留所下車すぐ[9]
- 京急鶴見駅前 横浜市営バス 18系統矢向行き「矢向3丁目」停留所下車徒歩5分[9]

## 周辺
- 矢向あけぼの保育園
- 社会福祉法人白根学園希望
- 横浜市立新鶴見小学校
- 横浜市立矢向小学校